# Фабер, Марьолейн
Марьолейн Хиллегонда Моника Фабер-ван де Класхорст (нидерл. Marjolein Hillegonda Monica Faber-van de Klashorst; род. 16 июня 1960, Амерсфорт, Утрехт) — нидерландский политический и государственный деятель. Член Партии свободы. В прошлом — министр по вопросам предоставления убежища и миграции Нидерландов (2024—2025), сенатор (2011—2023), депутат Палаты представителей (2023—2024).

## Биография
Родилась 16 июня 1960 года в Амерсфорте.

## Политическая карьера
По результатам выборов 2011 года избрана в Провинциальные штаты Гелдерланда. Переизбрана на выборах 2015, 2019 и 2023 годов. Провинциальные штаты избрали Марьолейн Фабер в Сенат. Была председателем Комитета по вопросам предоставления убежища и миграции. Была членом группы Партии свободы. После избрания Марселя де Граафа на выборах в Европейский парламент 2014 года стала председателем группы Партии свободы в Сенате.
По результатам парламентских выборов 2023 года избрана депутатом Палаты представителей.
2 июля 2024 года назначена министром по вопросам предоставления убежища и миграции в коалиционном правительстве под руководством премьер-министра Дика Схофа. При рассмотрении её кандидатуры на пост министра пообещала депутатам Палаты представителей больше не использовать термин omvolking, который восходит к нацистскому термину Umvolkung. Коалиция распалась 3 июня 2025 года после выхода Партии свободы.

## Личная жизнь
Замужем. Имеет двух детей.